# Chirita sinensis
Chirita sinensis är en tvåhjärtbladig växtart som beskrevs av John Lindley. Chirita sinensis ingår i släktet Chirita och familjen Gesneriaceae. Inga underarter finns listade i Catalogue of Life.